# Luca Joldea
Luca Joldea, född 12 oktober 2004, är en rumänsk sportskytt.

## Karriär
Vid junior-VM 2021 i Lima tog Joldea brons i mixed lagtävlingen i 10 meter luftpistol tillsammans med Daria-Olimpia Haristiade. Vid junior-EM 2023 i Tallinn tog han silver i 10 meter luftpistol. Vid junior-EM 2024 i Győr tog Joldea brons i 10 meter luftpistol samt silver i lagtävlingen i samma gren. Vid junior-VM 2024 i Lima tog han guld i 10 meter luftpistol och silver i lagtävlingen i samma gren samt silver i 50 meter pistol.
Vid EM i 10 meter luftvapen 2025 i Osijek tog Joldea brons i 10 meter luftpistol solo. Vid junior-EM som arrangerades samtidigt tog han även silver i 10 meter luftpistol solo samt brons i 10 meter luftpistol och lagtävlingen i samma gren.